# Léonide Kameneff
Léonide Kameneff, né en 1937 et mort en 2023, est un instituteur devenu psychologue. Fondateur de l'École en bateau, il est condamné en 2013 pour des viols et agressions sexuelles commises dans le cadre de cette expérience d'éducation alternative. 

## Biographie
Il est le fils d’un réfugié russe et d’une mère restauratrice en Bourgogne. En 1969, il fonde l'École en bateau - aussi appelé parfois les Expéditions Jules Verne, une expérience d'école alternative, dans laquelle il entendait éduquer des enfants grâce à la découverte du monde en voilier.
Une première plainte pour viols est déposée en 1994. Léonide Kameneff reconnait les faits, mais l'adolescent change sa version pour en atténuer la gravité. Kameneff revient alors sur ses aveux. Il est incarcéré 4 mois avant de bénéficier d'un non-lieu pour vice de procédure. En 1998, un jeune homme dépose plainte auprès de la brigade des mineurs de Paris. Comme les faits dénoncés se sont produits dans les Caraïbes, c'est un juge d'instruction de Fort-de-France qui est saisi. Une nouvelle plainte déposée en 2000, suivie d'autres, relance l'instruction qui concerne dorénavant plusieurs accusations de viols perpétrés sur une période allant de 1979 à 1992.
En 2006, à la demande des parties civiles, le dossier est confié à une juge en métropole.
Réfugié en Amérique latine, Kameneff est finalement arrêté puis extradé du Venezuela en 2008,. Il est alors placé en détention provisoire, mais libéré après trois mois, la justice ne sachant pas quand il pourra être jugé « dans un délai raisonnable ».
Lui, et plusieurs co-accusés sont renvoyés aux assises en 2011.
Le procès du fondateur de l'École en bateau et de trois ex-membres de l'équipage accusés de viols et agressions sexuelles se tient en mars 2013. Au cours de celui-ci, Kameneff reconnait « tout ce qu'a dit » l'une des victimes à la barre alors que, depuis la rétractation de ses premiers aveux, il avait toujours nié les faits.
Le 22 mars 2013, il est condamné à 12 ans de réclusion criminelle par la cour d'assises des mineurs de Paris, qui l'a reconnu coupable de viols et agressions sexuelles de cinq enfants dans les années 1980 et 1990. Il est libéré à la fin de l'année 2016, restant écroué sous bracelet électronique.
Dans cette affaire, l'État est condamné pour déni de justice en raison de la longueur de la procédure et doit verser 245 000 euros de dommages et intérêt à onze parties civiles.
Léonide Kameneff meurt à Toulon le 12 mars 2023.

## Publications
- « École en bateau : Bernard Poggi reconnaît des abus sexuels », Nouvel Obs,‎ 7 mars 2013 (lire en ligne, consulté le 27 avril 2023).